# Riku Matsuda
Riku Matsuda (松田 陸?, Matsuda Riku; Osaka, 24 luglio 1991) è un calciatore giapponese, difensore del Vissel Kōbe.

## Carriera

### Gamba Osaka
L'11 gennaio 2024 viene ufficializzato il suo passaggio al Gamba Osaka, club militante nella massima divisione giapponese; assieme a Tokuma Suzuki diventa il primo calciatore in assoluto che passa dal Cerezo Osaka ai rivali del Gamba Osaka. Debutta con i nerazzurri il 24 febbraio successivo, nel corso della prima giornata della J1 League 2024, subentrando al posto di Takeru Kishimoto nel secondo tempo della gara in casa del Machida Zelvia, pareggiata per 1-1.

## Palmarès

### Club

#### Competizioni nazionali
- Coppa J. League: 1

Cerezo Osaka: 2017
- Coppa dell'Imperatore: 1

Cerezo Osaka: 2017
- Supercoppa del Giappone: 1

Cerezo Osaka: 2018